# Christian de Montlibert
Christian de Montlibert, né en 1937 à Orléans, est un sociologue français, professeur émérite de l'université de Strasbourg.

## Biographie

### Formation et enseignement
Christian de Montlibert fait des études de psychologie à l’université de Paris. Il est maitre d'internat puis enquêteur et rejoint le laboratoire de psychologie sociale de la Sorbonne et travaille sur « les attitudes » avec Robert Pagès,,,. Il soutient une thèse de 3e cycle sous la direction de Jean Stoetzel intitulée Les Aspirations à la promotion puis un doctorat d'État sous la direction d'Alain Girard intitulé Mobilité sociale et éducation des adultes; la Promotion supérieure du travail: organisation, tendances, résultats. Il est assistant au Centre universitaire de coopération économique et sociale puis maître-assistant à l'Institut national pour la formation des adultes. Il est maître de conférences puis professeur à l’université Marc-Bloch (1973-2006). Il est invité dans un cours d'été en 2002 au Frankreich Zentrum de l'université de Freiburg, et au Centre de recherche en anthropologie sociale et culturelle d'Oran en 2011. Il est nommé professeur émérite en 2006, renouvelé en 2022. Il est docteur honoris causa de l'université de Crète en 2012.

### Responsabilités institutionnelles et éditoriales
Christian de Montlibert fonde et dirige la revue Regards sociologiques en 1991. Il est nommé membre des jurys de l'Institut universitaire de France en 2007 ; il organise en 1996 un colloque consacré à Maurice Halbwachs à Strasbourg, en 1999 un colloque sur le néolibéralisme, en 2006, un colloque sur Abdelmalek Sayad et une exposition itinérante, en Algérie et en France, sur son œuvre.

## Publications
- Formation et analyse sociologique du travail. Paris. La documentation française. 1972. 147 p. (avec Lesne M.)[18].
- Le contrôle de la vie privée. Essai d’analyse sociologique de la contribution des travailleurs sociaux à la reproduction sociale. Neufchâtel. Ed. Delval. 1988. 161 p.[19]
- Crise économique et conflits sociaux dans la Lorraine sidérurgique, L'Harmattan, 1989, 207 p.[20].
- Introduction au raisonnement sociologique. Strasbourg. Presses Universitaires de Strasbourg. 1990. 2e édition. 285 p.[21]

- L’institutionnalisation de la formation continue. Strasbourg. Presses Universitaires de Strasbourg et Maison des Sciences de l’Homme. 1991. 182 p.[22]
- La domination politique, Presses universitaires de Strasbourg, 1997,172 p.[23].
- L’impossible autonomie de l’Architecte. Sociologie de la production architecturale. Strasbourg. Presses Universitaires de Strasbourg et Maison des Sciences de l’Homme. 1995. 227 p.[24]
- Maurice Halbwachs, 1877-1945, Presses universitaires de Strasbourg, 1997, 110 p.[25].
- La Violence du chômage, Presses universitaires de Strasbourg, Strasbourg, 2001, 125 p.[26].

- Savoirs à vendre, l'Enseignement supérieur et la Recherche en danger,  éditions Raisons d'agir, Paris, 2004, 141 p.[27].
- Les Agents de l'économie : patrons, banquiers, journalistes, consultants, élus, Rivaux et Complices, Raisons d'agir, coll. « Cours et travaux », Paris, 2007[28].
- Enjeux et Luttes dans le champ économique, 1980-2010, L'Harmattan, coll. « Questions sociologiques », Paris, 2012 [29].
- Gender in Focus: Identities, Codes, Stereotypes and Politics, Barbara Budrich Publishers, Leverkusen Opladen, Toronto, 2018, 370 p.[30].
- Résistances au néolibéralisme, Vulaines sur Seine, collection Dynamiques socio-économiques, Éditions du Croquant, 2019, 342 p.,  (ISBN 978-2-36512206-1)[31].
- Pierre Bourdieu, Points de vue, Vulaines sur Seine, collection champ social, Éditions du Croquant, 2022, 334 p.[32],[33].
- Trois Décennies de prises de position, Vulaines sur Seine, Hors collection, Éditions du Croquant, 2024, 482 p.[34].
- Parcours sociologiques. D'Emile Durkheim à Pierre Bourdieu, Paris, L'Harmattan, Logiques sociales, 2025, 685 p.[35]